# Exaltasamba
Exaltasamba es una agrupación brasileña de pagode y samba formada en 1982 en São Bernardo do Campo, São Paulo. Formada por trabajadores, alcanzó un notable éxito en su país natal y realizó presentaciones internacionales en países como Argentina y Estados Unidos.

## Biografía
La agrupación nació en 1982 gracias a la iniciativa de músicos aficionados en São Bernardo do Campo y con el objetivo de participar en el festival de música popular de dicha localidad. El grupo ganó el concurso en dos ocasiones consecutivas, y llegaron a convertirse en la banda de apoyo de la cantante y compositora Jovelina Pérola Negra a finales de la década de 1980.
Gracias a la popularidad obtenida con la canción "Deixa como está", el grupo grabó en 1992 su primer álbum de estudio, titulado Eterno Amanhecer. Sin embargo, su éxito a nivel nacional llegó con su tercera producción discográfica, de nombre Luz do Desejo (1996, EMI Odeon). Su siguiente álbum, Desliga e Vem (1997) alcanzó el millón de copias vendidas, y su canción de 1999 "Me apaixonei pela pessoa errada" fue reconocida como la de mayor difusión a nivel nacional en ese momento.
En 2011, la agrupación ganó un Premio Grammy Latino por el mejor álbum de samba o pagode, por su disco 25 Anos – Ao Vivo. Un año después anunciaron su separación, pero se reunieron nuevamente en 2016 y publicaron el disco O Mundo Tá Girando.

## Discografía
| Álbumes | Álbumes                       | Álbumes                   |
| Año     | Título                        | Discográfica              |
| ------- | ----------------------------- | ------------------------- |
| 1992    | Eterno Amanhecer              | Kaskata                   |
| 1994    | Encanto                       | Kaskata                   |
| 1996    | Luz do Desejo                 | EMI-Odeon                 |
| 1997    | Desliga e Vem                 | EMI-Odeon                 |
| 1998    | Cartão Postal                 | EMI-Odeon                 |
| 2000    | Mais uma Vez                  | EMI-Music                 |
| 2001    | Bons Momentos                 | EMI                       |
| 2002    | Exaltasamba Ao vivo           | EMI                       |
| 2003    | Alegrando a Massa             | EMI                       |
| 2005    | Esquema Novo                  | EMI                       |
| 2006    | Todos os Sambas Ao vivo       | EMI                       |
| 2007    | Livre pra Voar                | EMI                       |
| 2007    | Ao Vivo Pagode do Exalta      | EMI                       |
| 2009    | Ao Vivo Na Ilha da Magia      | EMI                       |
| 2010    | Roda de Samba do Exalta       | Som Livre                 |
| 2010    | Exaltasamba 25 Anos Ao Vivo   | Som Livre y Radar Records |
| 2011    | Tá Vendo Aquela Lua           | Radar Records             |
| 2012    | Multishow Ao Vivo – Despedida |                           |
| 2016    | O Mundo Tá Girando            |                           |